# Abbasites
Abbasites là một chi cúc đá đã tuyệt chủng xuất hiện từ đầu thế Trung Jura, được xếp vào họ Erycitidae.

## Phân loại
Abbasites được Sydney S. Buckman mô tả lần đầu năm 1921, và A. abbas được xem là loài điển hình. Đơn vị phân loại này từng được coi là một phân chi của chi Erycites. Abbasites từng được xếp vào họ Otoitidae, một họ các loài cổ đại thuộc liên họ Stephanoceratoidea, theo công bố của Westermann (1965) và Imlay (1984) Chi này lại được xếp vào họ Hammatoceratidae thuộc liên họ Hildoceratoid theo công bố của Arkell và cộng sự (1957). Hiện nay, Abbasites được xem là một chi độc lập thuộc phân họ Erycitinae, họ Erycitidae. Chi Erycites được cho là tổ tiên của các loài thuộc chi Abbasites. Tuy vậy, có nghiên cứu cho rằng các hậu duệ của Abbasites nằm trong họ Otoitidae.
Loài hợp lệ:
- Abbasites abbas, được tìm thấy ở miền nam Tây Ban Nha.
- A. platystomus, được tìm thấy ở miền nam Alaska.
- A. sparsicostatus (do Ralph Imlay mô tả)

Loài chưa rõ ràng và đã bị loại bỏ:
- ?Abbasites cestiferus; Tiêu bản mẫu quá nhỏ để đưa ra cách phân loại chính xác.
- (Abbasites) challinori;[10] từng được cho rằng có quan hệ gần gũi với A. abbas, nhưng các nghiên cứu sau này đã chuyển loài này sang chi Opuatia[10]